# Kazimierz Filipowicz

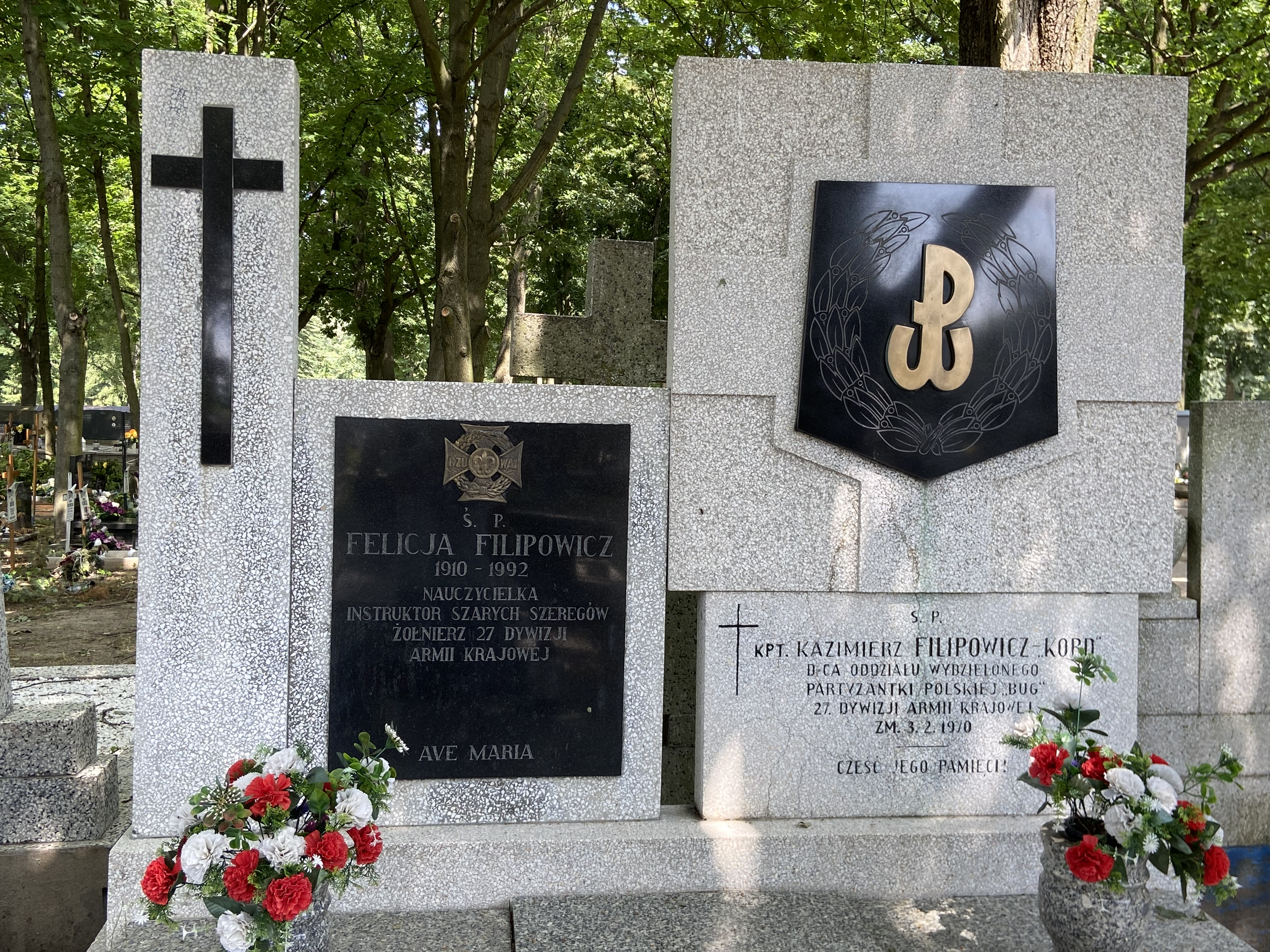
Grób kpt. Kazimierza Filipowicza i jego żony Felicji Filipowicz na cmentarzu komunalnym w Pabianicach

Kazimierz Filipowicz ps. „Kord” (ur. 19 stycznia 1910 we wsi Ożenin na Wołyniu, zm. 3 lutego 1970 w Pabianicach) – komendant Obwodu lubomelskiego AK pow. lubomelskiego na Wołyniu, dowódca oddziału partyzanckiego na Wołyniu, który po utworzeniu 27. Wołyńskiej Dywizji Piechoty AK został przemianowany na I batalion 43 pułku piechoty, a dowódcą batalionu został mianowany porucznik Kazimierz Filipowicz.
Po wojnie dwukrotnie aresztowany przez Urząd Bezpieczeństwa. Do końca życia nękany wizytami Służby Bezpieczeństwa (SB).

## Życiorys
Kazimierz Filipowicz urodził się we wsi Ożenin na Wołyniu (30 km na południowy wschód od Równego). Gdy miał zaledwie cztery lata, jego ojciec Aleksander został aresztowany przez władze carskie, a następnie wywieziony na Syberię, gdzie zginął rok później. Małego Kazika i dwójkę młodszego rodzeństwa matka wychowywała samotnie.
Młody Filipowicz kończy pięcioklasową szkołę podstawową, po czym podejmuje naukę w Państwowym Seminarium Nauczycielskim w Ostrogu. Po otrzymaniu dyplomu nauczyciela w 1930 zostaje kierownikiem szkoły w Przekurce nieopodal Lubomla. W latach 1931–1932 odbywa zasadniczą służbę wojskową w Szkole Podchorążych Rezerwy Piechoty w Śremie.
Po powrocie do cywila zostaje kierownikiem szkoły w Starej Hucie, która także znajdowała się w powiecie lubomelskim. Tam poznaje pochodzącą z Pabianic Felicję Otylię Wasilewską, która została skierowana do pracy nauczycielskiej na Wołyniu. Para bierze ślub w 1935. W 1937 podejmuje pracę w kolejnej już placówce oświaty na Wołyniu we wsi Borki. W 1938 podjął studia w Centralnym Instytucie Wychowania Fizycznego w Warszawie.
W 1939 nie zostaje zmobilizowany. Wraz z żoną bardzo szybko wciąga się w nurt organizacji o charakterze konspiracyjnym. Zostaje zaprzysiężony pod pseudonimem „Kord”. Początkowo w 1940 naucza w tajnych kompletach. Po nasileniu zbrodniczych akcji ukraińskich nacjonalistów przeciwko Polakom, już jako dowódca obwodu AK Luboml organizuje oddziały lokalnej samoobrony i staje na czele własnego oddziału partyzanckiego w sile około 500 partyzantów. W ramach uderzeń wyprzedzających przeprowadził między innymi atak na Wydźgów i Korytnicę (zdobycie tej ostatniej otworzyło korytarz ewakuacyjny z Wołynia na Lubelszczyznę z dojściem do brodu na Bugu). Po rozbiciu kolejnych baz UPA w Wysocku i Kołtunach cały powiat lubomelski był wolny od oddziałów UPA. Po potyczce koło Zapola wycofując się przez pole minowe zostaje ranny. Przez miesiąc nie widział i nie słyszał, a twarz miał poszarpaną przez odłamki. Wyzdrowiał – odzyskał słuch i wzrok.
Z oddziałów partyzanckich, części samoobron i zmobilizowanych zaprzysiężonych członków AK w okolicy Kowla pod koniec 1943 powstało Zgrupowanie Gromada, które następnie zostało włączone do powstałej na początku 1944 27. Wołyńskiej Dywizji Piechoty Armii Krajowej. Liczyła ona 7000 żołnierzy i oficerów. Sam batalion 43 Pułku Piechoty kapitana Korda miał 310 żołnierzy. Na początku czerwca przekroczył z dywizją rzekę Bug i walczył na terenach Lubelszczyzny. Wydostali się z okrążenia Niemców, a potem zaatakowali i wyzwolili Kock. Zajęli jeszcze Drozdówkę i Brzostwone. 25 lipca 1944 dywizję rozwiązano.
Kazimierz Filipowicz został aresztowany i osadzony na zamku w Lublinie. Zwolniony warunkowo 21 listopada 1946. 6 grudnia 1946 został wypuszczony do domu. Dostał nakaz pracy w Ząbkowicach Śląskich.
Rok później wrócił na przerwane przez wojnę studia w Warszawie. Mógł też przyjechać do Pabianic, do żony i dzieci. Zaczął pracę w I Gimnazjum i Liceum im. Jędrzeja Śniadeckiego w Pabianicach. W 1952 został magistrem wychowania fizycznego. W tym samym roku został aresztowany. Po zwolnieniu nie wraca już do gimnazjum, ale zostaje nauczycielem w Zasadniczej Szkole Zawodowej w Pabianicach. Pomimo tego, że do więzienia już więcej nie trafił, nieustannie był nękany przez SB.
Latem 1969 odwiedza Wołyń, Ożenin, Ostróg, Borki i inne miejscowości, dawne miejsca pracy i walki podczas drugiej wojny światowej. Wrócił z tej podróży ciężko chory. Wspomnienia podziałały na niego druzgocąco i pogorszyły stan jego zdrowia.
Zmarł 3 lutego 1970 roku w pabianickim szpitalu. Został pochowany na cmentarzu komunalnym w Pabianicach.

## Odznaczenia
- Krzyż Srebrny Orderu Virtuti Militari(1964)
- Krzyż Walecznych (1946)
- Srebrny Krzyż Zasługi z Mieczami (1965)
- Krzyż Armii Krajowej (1967)
- Krzyż Partyzancki (1961)
- Srebrny Krzyż Zasługi (1957)
- Medal Zwycięstwa i Wolności 1945 (1959)